# 黄帝陵 (灵宝市)
黄帝陵位于河南省灵宝市西20公里荆山之阳的黄帝岭，又称灵宝黄帝陵、荆山黄帝陵、荆山轩辕黄帝陵:91。是中国数座黄帝陵之一。
2000年，以灵宝黄帝陵之名，列入第三批河南省文物保护单位（含唐碑和汉代建筑基址）。

## 建筑、文物
黄帝陵前有黄帝庙遗址，占地四十亩。黄帝庙遗址初为宫，是汉武帝所建。现存黄帝墓高约6米，周长40余米，整体为方锥体:88。
黄帝陵保留有唐代《轩辕黄帝铸鼎原碑铭并序》石碑。此碑原在灵宝县西闫乡大字营村（旧称达紫营）。1978年，灵宝县文物部门进行文物普查，发现石碑时，已断为三块，仅存碑身。由灵宝县文物保护管理所收藏。1995年，移至北阳平轩辕黄帝铸鼎原。次年，建亭保护，后又移至始祖殿保存。此碑系虢州刺史王颜撰文，华州刺史兼御史中丞袁滋籀书。

## 黄帝陵之争
中国有多处黄帝陵，因此存在争议。《炎黄春秋》杂志副总编徐庆全认为，“尽管灵宝黄帝陵有充分的证据，但较黄陵县[黄帝陵]相比，在地理位置上失了一筹。黄陵县因地处西北，在国共合作抗战中，国共两党祭祀黄帝陵成为凝聚民族力量的象征。而此时，河南尚在抗日前线。因此，日后政治上对黄帝陵的认定，也就只能在黄陵县了”。

## 备注
1. ↑  黄帝岭又称铸鼎原，当地称虎头崖。历史上属阌乡县[2]:88。